# Eucera pusilla
Eucera pusilla är en biart som beskrevs av Ferdinand Morawitz 1875.
Eucera pusilla ingår i släktet långhornsbin, och familjen långtungebin. Inga underarter finns listade i Catalogue of Life.